# Дрозд, Георгий Иванович
Гео́ргий Ива́нович Дро́зд (укр. Георгій Іванович Дрозд; 28 мая 1941 — 10 июня 2015) — советский и украинский актёр, член национального союза кинематографистов Украины. Народный артист Украины (1999).

## Биография
Родился 28 мая 1941 году в Киеве в семье рабочего.
Окончил Киевский государственный институт театрального искусства имени И. Карпенко-Карого в 1963 году.
Работал в:
- 1963—1978 — Одесский академический русский драматический театр
- 1978—1984 — Рижский русский театр имени Михаила Чехова
- 1985—1988 — Современник
- 1988—2005 — Киевском театре русской драмы имени Леси Украинки.

Лауреат приза за лучшую мужскую роль кинофестиваля «Стожары» за роль в фильме «Венчание со смертью» (1995).
Лауреат Специального приза кинофестиваля «Стожары» за вклад в украинское кино (1999).
В 2013 году у актёра было установлено тяжёлое заболевание.

10 июня 2015 года скончался после продолжительной болезни. Был кремирован, прах похоронен в колумбарии Байкового кладбища Киева.

### Семья
Первая жена — актриса Людмила Курортник, сын — актёр Максим Дрозд, вторая жена — актриса Анастасия Бунина, дочь — актриса Клавдия Дрозд.

## Фильмография
1. 1962 — Здравствуй, Гнат! — Кочет
2. 1964 — Дочь Стратиона
3. 1965 — Верность — командир взвода
4. 1965 — Иностранка — пионервожатый
5. 1965 — Эскадра уходит на запад — провокатор
6. 1972 — Земля, до востребования — лётчик из «Люфтганзы»
7. 1973 — Ринг
8. 1974 — Ответная мера — сварщик
9. 1975 — Воздухоплаватель — лётчик-француз
10. 1976 — Волшебный круг — Гуль
11. 1976 — Судьба барабанщика — офицер
12. 1977 — Побег из тюрьмы
13. 1977 — Последний год Беркута — Харбинка
14. 1978 — Артём — Валентин Федорович Стаховский
15. 1978 — Где ты был, Одиссей? — Фогель
16. 1979 — Вернёмся осенью — Привалов
17. 1979 — Казаки-разбойники — Толяша, бандит
18. 1980 — Частное лицо — Сергей Сергеевич Тарасенко
19. 1981 — 20-е декабря — Эболи
20. 1982 — Без видимых причин — Мещеряков
21. 1982 — Грибной дождь — Виталий Павлович, исполняющий обязанности директора
22. 1982 — Людмила — Вашура
23. 1982 — Солнечный ветер — Трегубович, бывший муж Ады
24. 1983 — Дважды рождённый — фон Бетгер
25. 1983 — Последний довод королей — Джордан Лимен, президент США
26. 1984 — Колье Шарлотты — Яков Николаевич Гурский
27. 1984 — Три процента риска — Александр Николаевич
28. 1985 — На крутизне
29. 1986 — Звездочёт
30. 1986 — Мама, родная, любимая…
31. 1986 — Михайло Ломоносов — Тауберт
32. 1986 — Наградить (посмертно) — «Щербатый», уголовник
33. 1987 — Моя дорогая
34. 1987 — Тёплый хлеб (короткометражный)
35. 1988 — Грешник
36. 1989 — Идеальное преступление — Оуэн Банафонте
37. 1990 — Распад — Анатолий Степанович
38. 1990 — Война на западном направлении
39. 1991 — Звезда шерифа — Бартолли
40. 1991 — Наваждение
41. 1991 — Подарок на именины — Каленик, тюремщик
42. 1991 — Сократ — Павсаний
43. 1991 — Телохранитель
44. 1992 — Венчание со смертью / Вінчання зі смертю
45. 1992 — Катька и Шиз
46. 1992 — Цена головы (Россия, Украина) — следователь Комельо
47. 1993 — Вперёд, за сокровищами гетмана! (Украина, США)
48. 1993 — Западня — Вагман, богатый еврей
49. 1994 — Тёмные воды
50. 1994 — Империя пиратов — дон Мигель
51. 1995 — Двойник (Украина)
52. 1995 — Москаль-чародей
53. 1995 — Осторожно! Красная ртуть! (Украина) — Пекарь, профессор
54. 2000 — Блюстители порока — инспектор
55. 2001 — Вечера на хуторе близ Диканьки (2002) — Григорий Потёмкин
56. 2001 — След оборотня — Василий Михайлович Шелехов
57. 2002 — Золушка — мажордом
58. 2003 — Право на защиту — работник мэрии
59. 2004 — Путеводитель
60. 2004 — Пять звёзд
61. 2004 — Русское лекарство — Пётр Кузьмич, акционер
62. 2004 — Сорочинская ярмарка — портной
63. 2005 — Возвращение Мухтара-2
64. 2005 — Золотые парни (V эпизод)
65. 2005 — Один за всех
66. 2005 — Первое правило королевы
67. 2005 — Присяжный поверенный
68. 2006 — Happypeople (Украина)
69. 2006 — Тайна Святого Патрика (Украина) — майор Николай Кузьмич Жарков в старости
70. 2006 — Тайна Маэстро — отец Моцарта
71. 2006 — Утёсов. Песня длиною в жизнь — Иосиф (Осип Калманович Вайсбейн), отец Утёсова
72. 2007 — Давай поиграем (Украина) — «Шеф»
73. 2007 — Седьмой лепесток (Украина) — Тимофей Иванович
74. 2007 — Секунда до… — Валерий Викторович
75. 2007 — Сердцу не прикажешь (Украина) — Кирилл Бычковский
76. 2007—2008 — Тяжёлый песок — Бернард Семёнович
77. 2008 — Как найти идеал — отец Маши
78. 2008 — Красный жемчуг любви
79. 2009 — В Париж! — полковник милиции
80. 2010 — Платон Ангел — Кирилл Баган, хозяин фирмы «Оазис»
81. 2011 — Доярка из Хацапетовки-3
82. 2011 — Пончик Люся — Шаповалов, высокопоставленный чиновник МВД
83. 2012 — Дело для двоих — Архипов
84. 2014 — Дом с лилиями — Карп Семёнович, сотрудник горкома КПСС